# Buntschopf-Salbei
Der Buntschopf-Salbei (Salvia viridis, Synonym: Salvia horminum), auch Schopf-Salbei und Grüner Salbei genannt, ist eine Pflanzenart aus der Gattung Salbei (Salvia) in der Familie der Lippenblütler (Lamiaceae). Die Pflanze ist im gesamten Mittelmeerraum und ostwärts über die Kaukasusregion bis in den Iran beheimatet. Die schwach aromatisch duftende einjährige Pflanze wird als Zierpflanze, selten auch als Heil- und Gewürzpflanze verwendet.

## Beschreibung

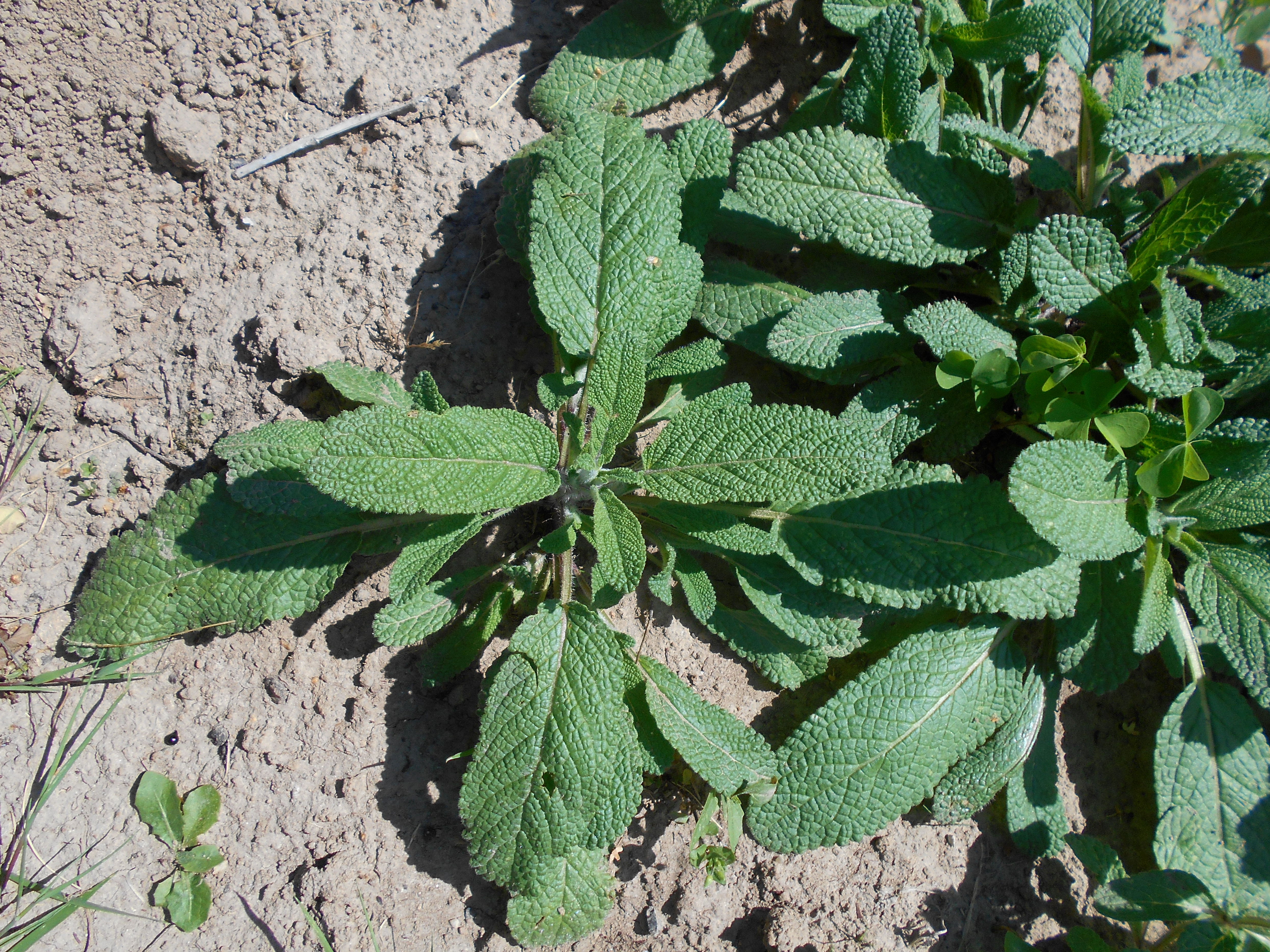
Junge Pflanzen von Salvia viridis

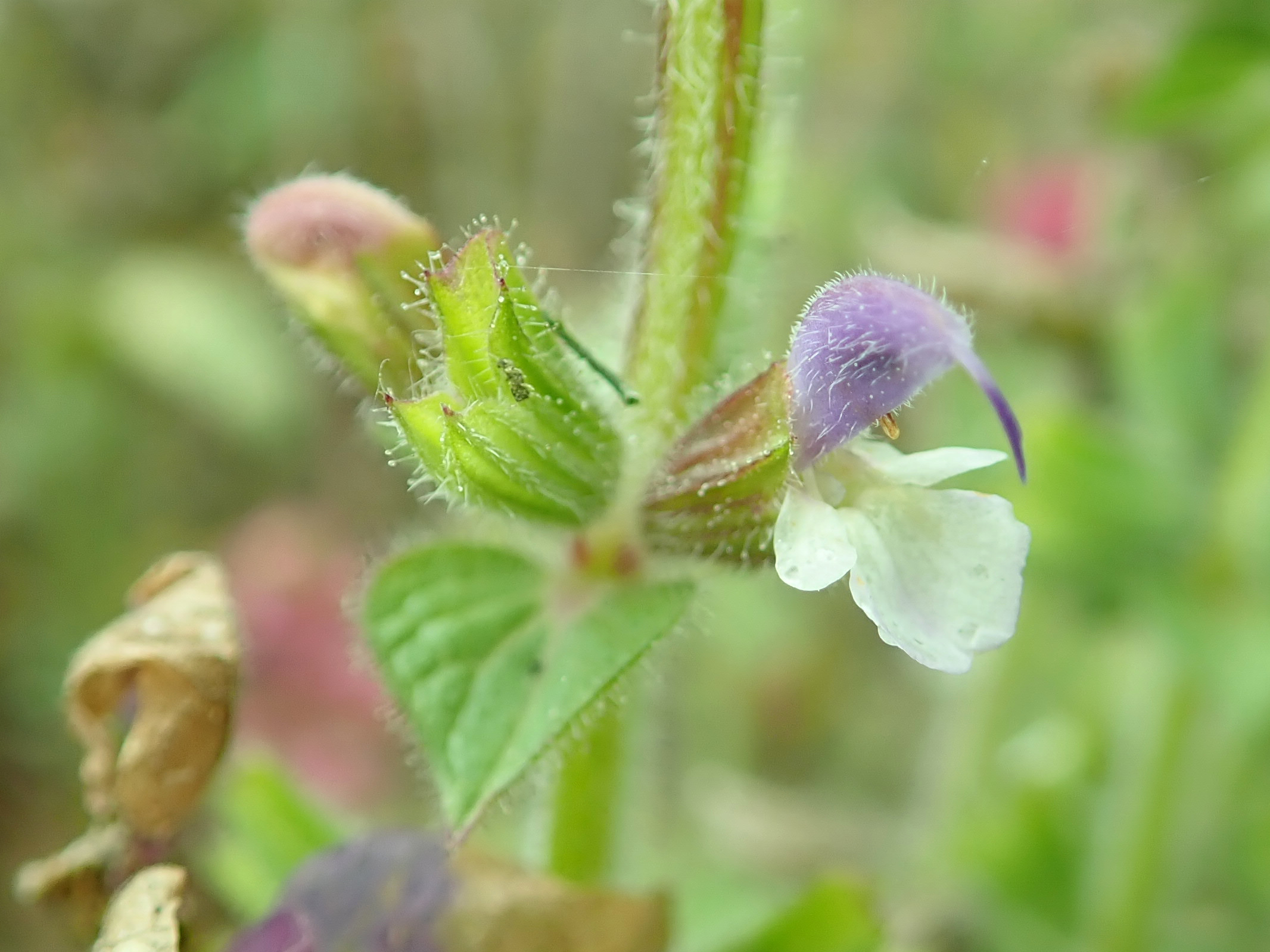
Blüte des Buntschopf-Salbeis

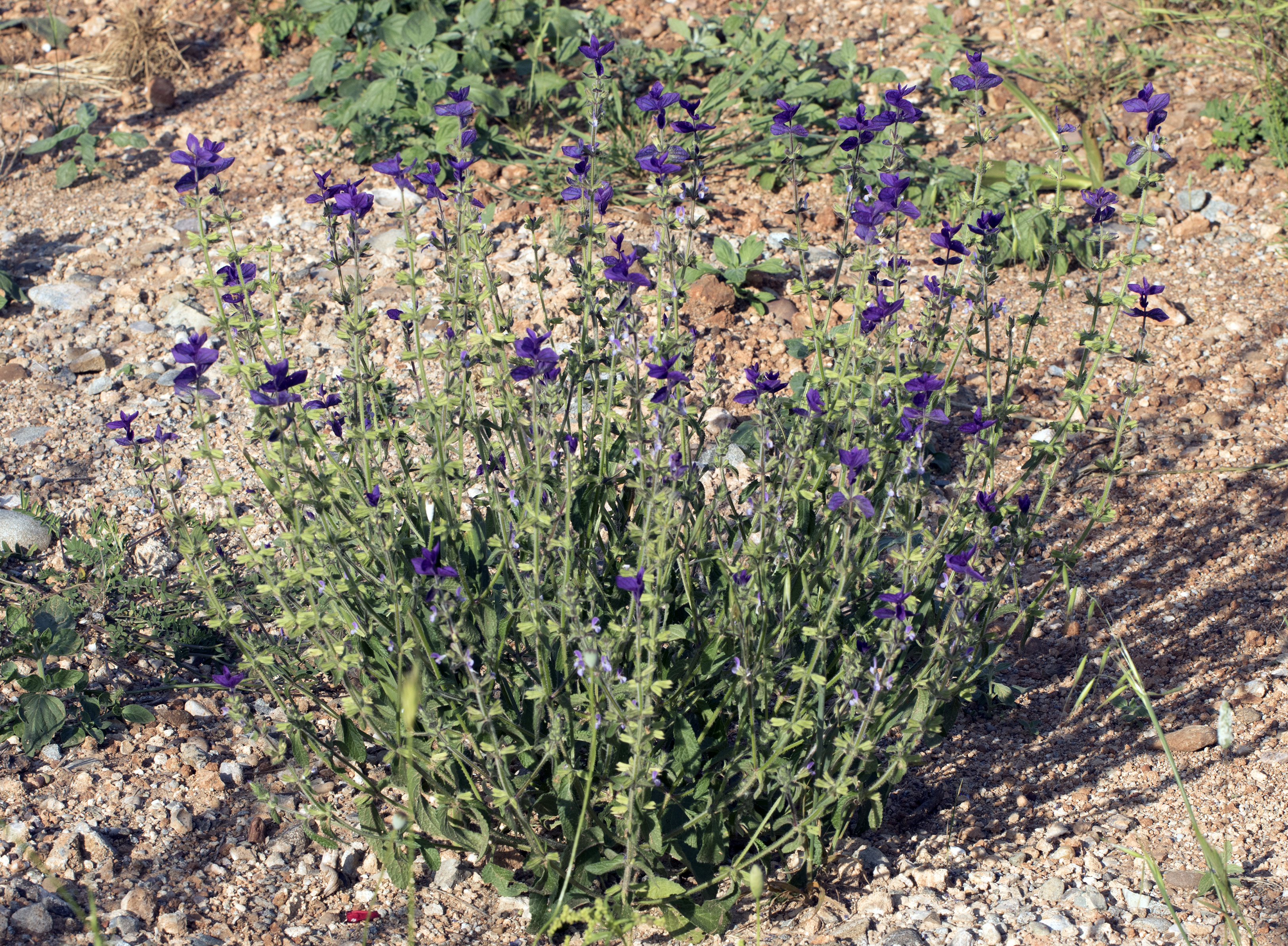
Habitus des Buntschopf-Salbeis

### Vegetative Merkmale
Der Buntschopf-Salbei ist eine schwach aromatisch duftende einjährige Pflanze oder zweijährige Pflanze, die eine Höhe von 15 bis 60 Zentimeter erreicht. Sie wächst buschig verzweigt oder bei sehr dichtem Stand auch straff aufrecht. Die Pflanze bildet vierkantige, gerillte, dicht drüsig behaarte Stängel mit kreuzgegenständig angeordneten, einfachen, gestielten, beiderseits fein behaarten, etwa 5 Zentimeter langen Laubblättern. Diese sind eiförmig bis länglich, am Spreitengrund abgerundet bis herzförmig, am Rand regelmäßig gekerbt und an der Spitze stumpf. Die Blattspreite hat deutliche Seitenadern und eine runzelige Oberfläche. Sie ist etwa 2 bis 7 Zentimeter lang und 1 bis 4 Zentimeter breit. Der Blattstiel ist 0,5 bis 6 Zentimeter lang.

### Generative Merkmale
Der end- oder achselständige Blütenstand ist eine aufrechte, etwa 30 Zentimeter lange Traube mit isolierten Scheinquirlen von jeweils 4 bis 8 Blüten. Die Blüten besitzen eine doppelte Blütenhülle. Die grünen Tragblätter sind meist länger als der grüne, drüsig behaarte, oben deutlich abgeflachte, gezähnte Blütenkelch. Die zygomorphe Blütenkrone besteht aus einer rosafarbigen bis violetten, 11 bis 15 Millimeter langen, gewölbten oberen Kronlippe und einer helleren, dreilappig nach unten gebogenen unteren Kronlippe. Die meisten Blütenstände haben am Ende einen auffälligen, transparent wirkenden „Schopf“ aus grünen, weißen, hellvioletten oder purpurfarbigen, oft dunkel geaderten Hochblättern ohne achselständige Blüten. Die etwa einmonatige Blütezeit liegt meist zwischen Juni und August. Der Schopf aus den farbigen Hochblättern hält sich über die Blütezeit hinaus bis in den Herbst.
Zur Fruchtzeit biegen sich die Zähne des Blütenkelchs zurück und es werden kleine Klausenfrüchte gebildet. Sie sind etwa 3 Millimeter lang, glänzend hellbraun und verschleimen bei Feuchtigkeit stark.

### Chromosomensatz
Die Chromosomengrundzahl ist x = 8. Es liegt Diploidie vor, also 2n = 16.

## Ökologie
Blütenökologisch besitzt der Buntschopf-Salbei vormännliche „eigentliche Lippenblumen“, die Nektar und Pollen anbieten. Als Bestäuber dienen vor allem Bienen.

## Vorkommen
Der Buntschopf-Salbei ist im gesamten Mittelmeerraum und östlich davon über den Kaukasus, Iran und Irak bis nach Turkmenistan verbreitet. Die Art besiedelt sonnige, eher magere und trockene, sandige oder schotterreiche Standorte der mediterranen Strauchlandschaften (Macchien, Garigues, Phrygana), lichten Wälder, Wegränder und Äcker. Sie besiedelt insbesondere Ruderalstandorte und Brachland.

## Verwendung
Der Buntschopf-Salbei eignet sich gut als schnell wachsende, pflegeleichte Zierpflanze für Sommerblumenbeete, Steppenpflanzungen und Kräutergärten an sonnigen Standorten. Die Zierwirkung entsteht vor allem durch die haltbaren, farbigen Hochblätter, während die eigentlichen Blüten von den meisten Menschen kaum wahrgenommen werden. Der Salbei eignet sich auch gut als „Füllpflanze“ für Staudenrabatten oder in Pflanzgefäßen und ist in naturnahen Gärten als Bienenpflanze beliebt. Er passt gut zu mediterranen Halbsträuchern, beispielsweise zum Halbstrauchigen Wermut, und ist als frische Schnittblume sowie als Trockenblume geeignet.
Da sich der Salbei schlecht verpflanzen lässt, wird er im Herbst oder Frühling meist direkt vor Ort ausgesät. An offenen Bodenstellen vermehrt er sich leicht durch Selbstaussaat. Der Buntschopf-Salbei bevorzugt durchlässige, mäßig trockene bis frische Böden, die im Sommer trockenfallen dürfen. Es gibt viele Auslesen, die oft nach den farbigen Hochblättern benannt sind, beispielsweise 'Oxford Blue' (blauviolette Hochblätter), 'Pink Sunday' (rosa Hochblätter) und 'White Swan' (weiße Hochblätter). 'Claryssa' ist eine Sortenmischung mit kompaktem, verzweigten Wuchs und größeren, violetten, rosa oder weißen, teilweise grün geaderten Hochblättern. Die Wildformen haben meist grüne Hochblätter.
Der Buntschopf-Salbei wurde früher als Heil- und Gewürzpflanze genutzt. Aus den getrockneten Blätter wurde Schnupfpulver hergestellt. Die Blätter können als Blattgewürz roh oder gegart gegessen werden. Die Klausen können ebenfalls zum Würzen von Salaten und warmen Speisen verwendet werden. Mit dem aus der Pflanze gewonnenen ätherischen Öl lässt sich Wein und Bier aromatisieren. Die antiseptische Wirkung der Blätter und des Öls lässt sich äußerlich beispielsweise bei Zahnfleischentzündungen nutzen.

## Systematik
Die Erstveröffentlichung von Salvia viridis erfolgte 1753 durch Carl von Linné in Species Plantarum, S. 24. Nachfolgend  beschrieb Linné eine ähnliche Pflanze mit dem Namen Salvia horminum (genannt auch Salvia scalaria und Scharlach-Salbei). Inzwischen werden beide Beschreibungen auf dieselbe Pflanzenart bezogen. Beide Namen werden bis heute für den Buntschopf-Salbei verwendet, auch wenn der zuerst beschriebene Name nach den formalen Regeln der Erstbeschreibung bindend ist. Der artspezifische Namensteil viridis bedeutet „grün“. Der synonyme Namensteil horminum stammt von einer griechischen Bezeichnung für Salbei.
Weitere Synonyme sind Salvia spielmannii Scop. (1788), Salvia comosa Salisb. (1796), Salvia colorata Thore (1803) nom. illeg., Salvia truncata Willd. (1809), Salvia rosanii Ten. (1824), Salvia dolichorrhiza Caball. (1913) und Salvia intercedens Pobed. (1954).